# Theridion albocinctum
Theridion albocinctum är en spindelart som beskrevs av Arthur Urquhart 1892. Theridion albocinctum ingår i släktet Theridion och familjen klotspindlar. Inga underarter finns listade i Catalogue of Life.